# Národní garda (Francie)
Národní garda (francouzsky Garde nationale) jsou francouzské armádní, četnické a policejní rezervní síly, působící v podpůrné roli ostatních části francouzských ozbrojených sil a státní policie v oblasti bezpečnosti, zejména pak proti terorismu. Národní garda byla obnovena koncem roku 2016 v reakci na teroristické útoky z let 2015 a 2016. Jednotky národní gardy byly vytvořeny z rezerv jako pátá složka ozbrojených sil (vedle armády, námořnictva, letecko-kosmických sil a četnictva). Navazují na původní gardu založenou již v roce 1789 během Velké francouzské revoluce, která byla zrušena v roce 1872. Velitel Národní gardy (secrétaire général) je podřízený Náčelníkovi generálního štábu a ministru obrany.

## Historie
Po většinu své historie byla Národní garda, zejména její důstojníci, všeobecně považována za loajální k zájmům střední třídy. Jejím prvním velitelem byl v roce 1789 zvolen Gilbert du Motier, markýz de La Fayette. Garda byla založena nezávislá na francouzské armádě a plnila role policie i vojenských záloh. Nicméně zpočátku své existence v letech 1792–1795 byla Národní garda vnímána jako revoluční, a její řadoví příslušníci byli identifikováni se sanskuloty. Od roku 1827 do roku 1830 byla oficiálně zrušena, ale v době Červencové monarchie znovu obnovena. Krátce po francouzsko-pruské válce byla Národní garda v Paříži opět považována za nebezpečně revoluční, protože bránila Pařížskou komunu, takže byla v roce 1872 rozpuštěna.
V roce 2016 prezident Francie François Hollande oznámil obnovení Národní gardy v reakci na mnoho teroristických útoků, které byly v letech 2015 a 2016 ve Francii uskutečněny. Podle původních plánů měla mít v roce 2017 garda 72500 členů. K roku 2020 pak měla 77000 členů.